# Lysica
Lysica (maďarsky Trencsénladány, do roku 1902 Liszica) je obec na Slovensku v okrese Žilina. V roce 2011 zde žilo 825 obyvatel. První písemná zmínka o obci pochází z roku 1475.

## Poloha
Obec leží v jihovýchodní části Kysucké vrchoviny, v údolí Rúbaniskového potoka, na rozhraní Kysuc a Horního Pováží. Nachází se asi 1 kilometr západně od obce Belá, přes kterou má silnicí II/583 spojení na Žilinu i Terchovou.